# Mohamed Jaffar
Mohamed Jaffar (Baréin; 13 de noviembre de 1979) es un exfutbolista de Baréin que jugaba en la posición de delantero.

## Carrera

### Club
| Periodo   | Club           |
| --------- | -------------- |
| 2000-2008 | Muharraq Club  |
| 2008-2015 | Al-Shabab Club |

### Selección nacional
Jugó para Baréin en 13 ocasiones de 2001 a 2004, participó en los Juegos Asiáticos de 2002 y en la Copa Asiática 2004.

## Logros
- Liga Premier de Baréin (6): 2000–01, 2002, 2003–04, 2005–06, 2006–07, 2007–08
- Copa del Rey de Baréin (3): 2002, 2005, 2008
- Copa FA de Baréin (1): 2005
- Copa Príncipe de la Corona de Baréin (4): 2001, 2006, 2007, 2008
- Supercopa de Baréin (1): 2006